# Pântanos da Mesopotâmia

Pântanos da Mesopotâmia entre 2000-2009

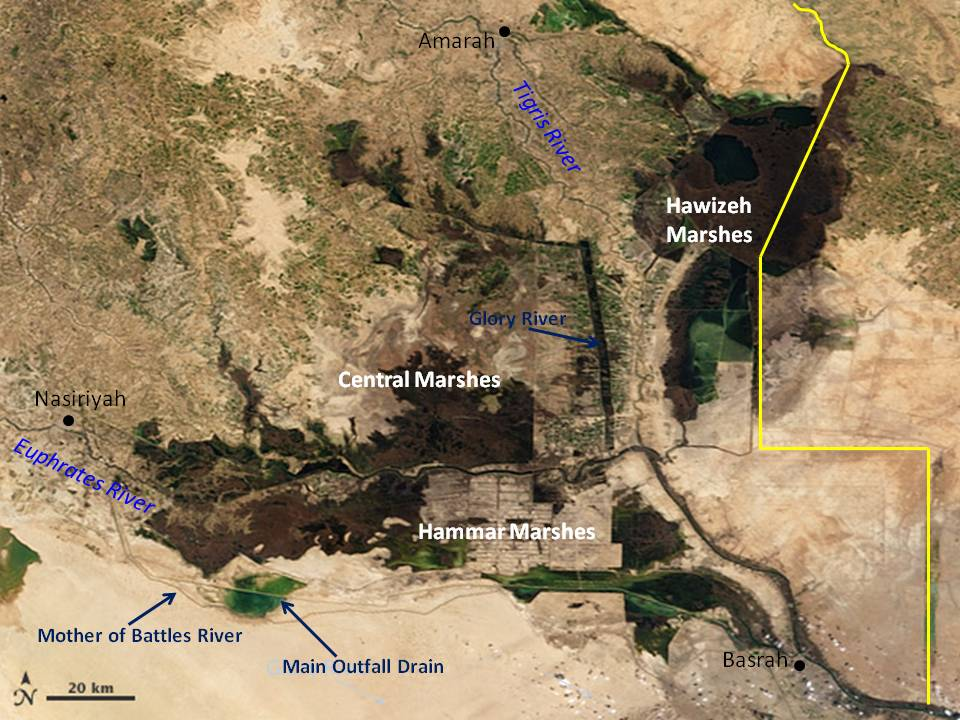
Pântanos da Mesopotâmia em 2007

Os Pântanos da Mesopotâmia são uma zona húmida situada no sul do Iraque e, parcialmente, no sudoeste do Irã. Historicamente, os pântanos, principalmente compostos por separado, mas adjacentes aos pântanos Central, Hawizeh e Hammar, costumava ser o maior ecossistema de áreas úmidas do oeste da Eurásia. Era uma paisagem aquática rara no deserto, proporcionando habitat para os árabes do pântano e populações importantes de vida selvagem. A drenagem de parcelas dos pântanos começou na década de 1950 e continuou até a década de 1970 para recuperar a terra para a agricultura e a exploração de petróleo. No entanto, no final de 1980 e 1990, durante a presidência de Saddam Hussein, este trabalho foi ampliado e acelerado para expulsar os muçulmanos xiitas dos pântanos. Antes de 2003, os pântanos foram drenados para 10% do seu tamanho original. Após a queda do regime de Saddam Hussein em 2003, os pântanos se recuperavam parcialmente, mas a seca, juntamente com a construção e a montagem de barragens na Turquia, Síria e Irã têm dificultado a processo.